# Fantasía en do menor (Mozart)
La Fantasía n.º 2 en do menor, K. 396/385f, también conocida como Adagio para violín y piano, es el fragmento de una sonata para violín de Wolfgang Amadeus Mozart, fechada en el mes de enero de 1782. 
Posiblemente, este fragmento perteneciese a una colección de sonatas para violín que Mozart tenía previsto componer para su esposa Constanze. En la pieza se observa un incremento de la influencia de Johann Sebastian Bach sobre Mozart.